# Transportul feroviar în Bosnia și Herțegovina

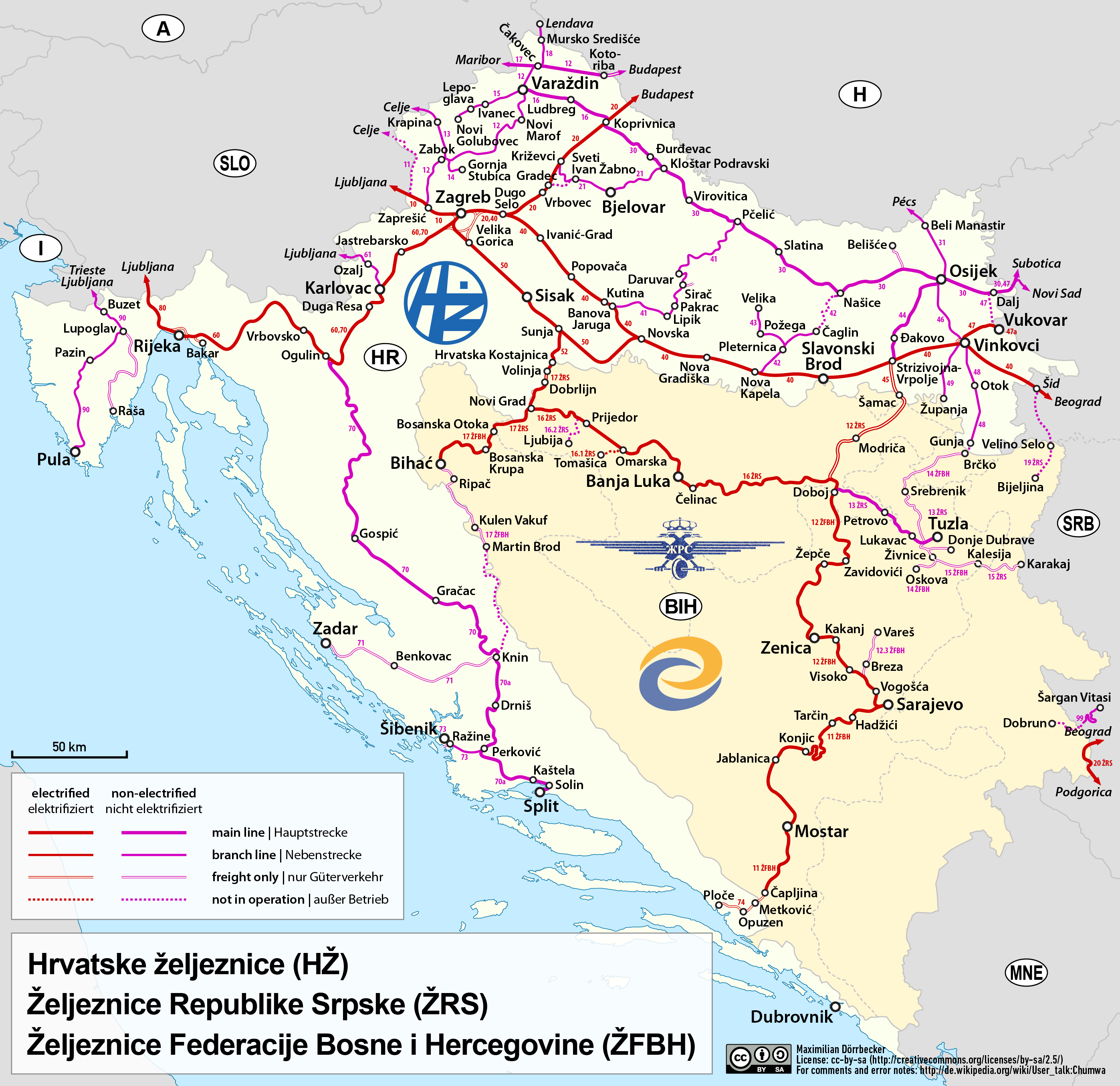
Rețeaua feroviară din Bosnia și Herțegovina

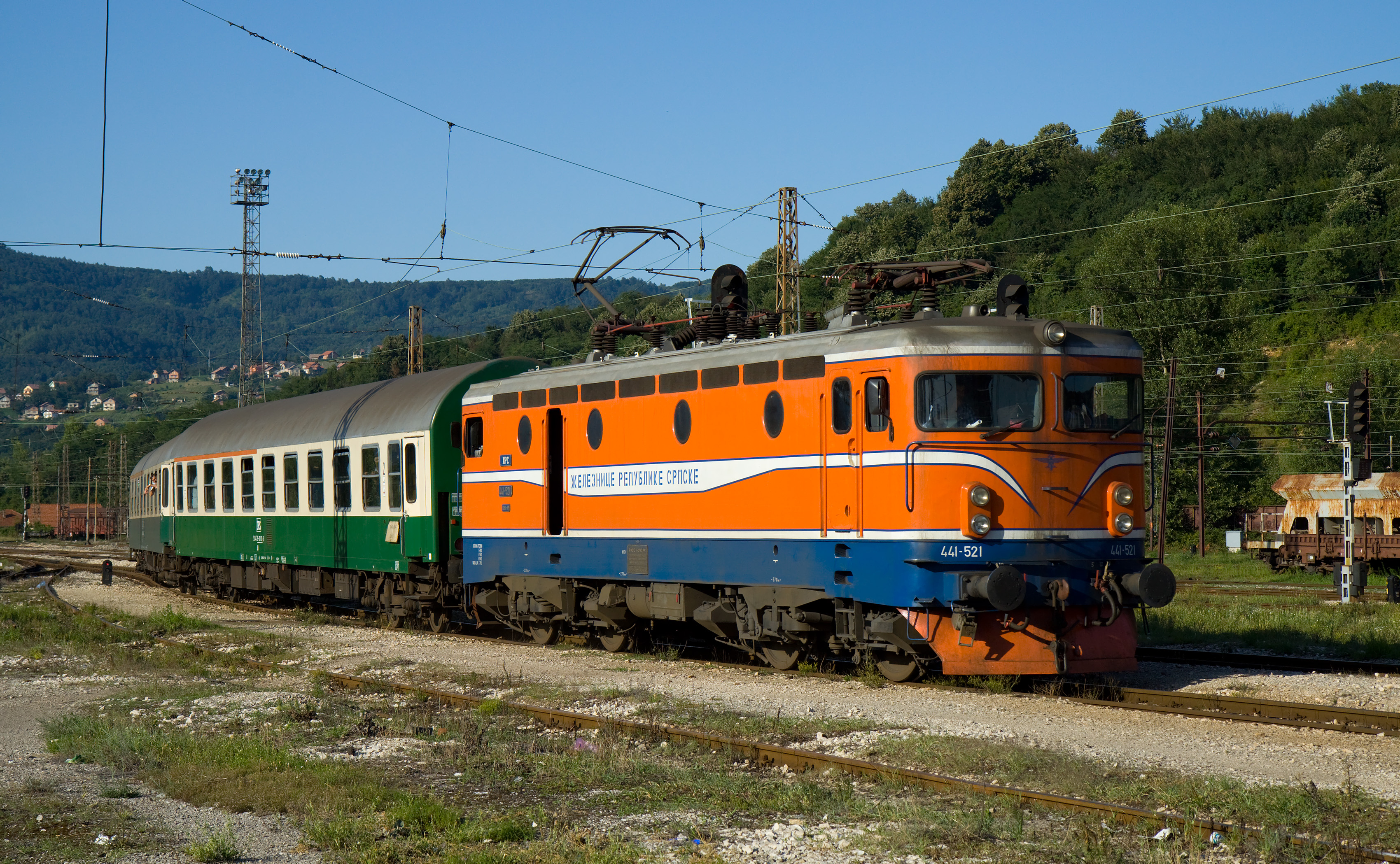
Tren local ŽRS care ajunge la Doboj

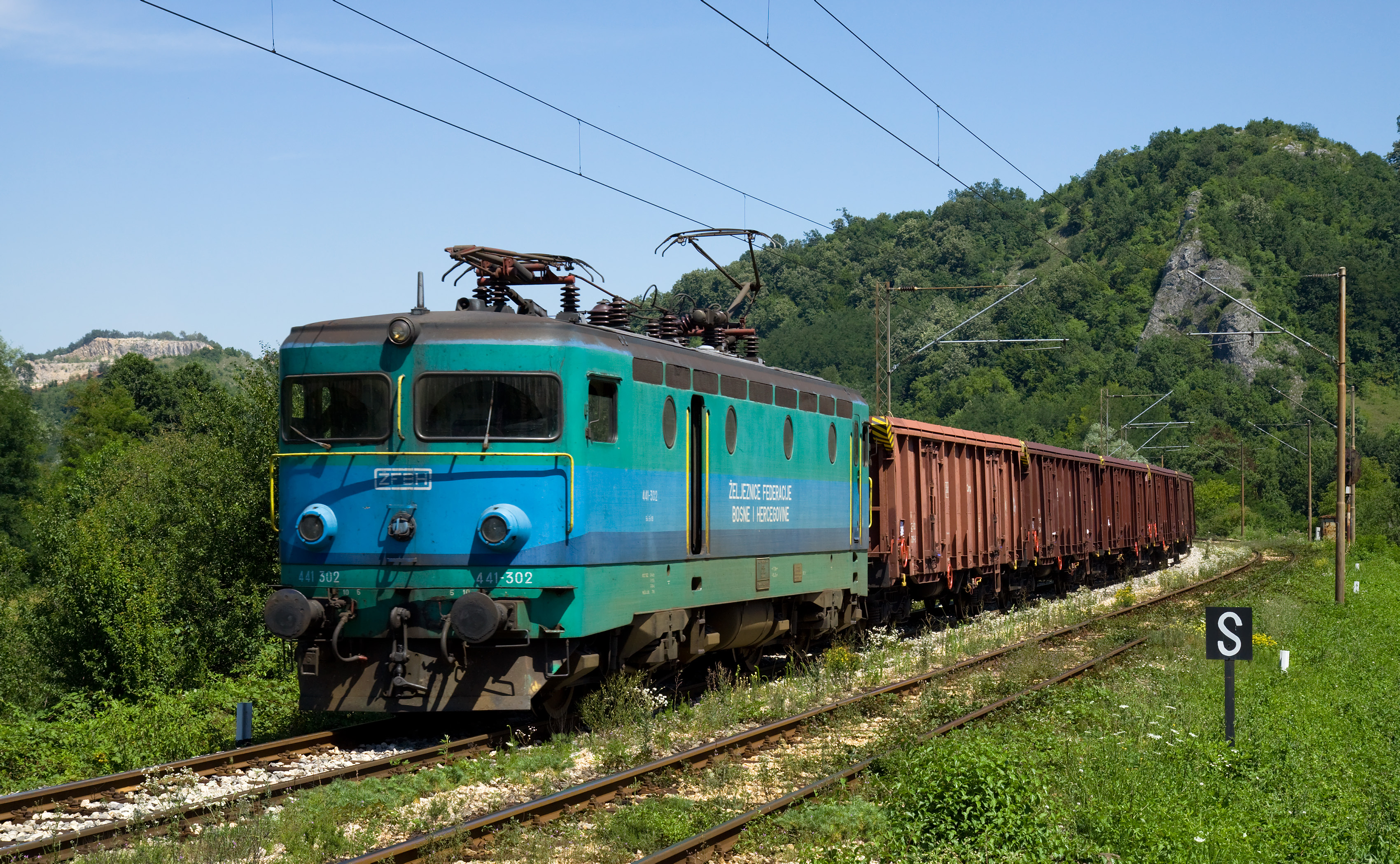
tren de marfă ŽFBH cu locomotivă clasa 441 între Doboj și Maglaj

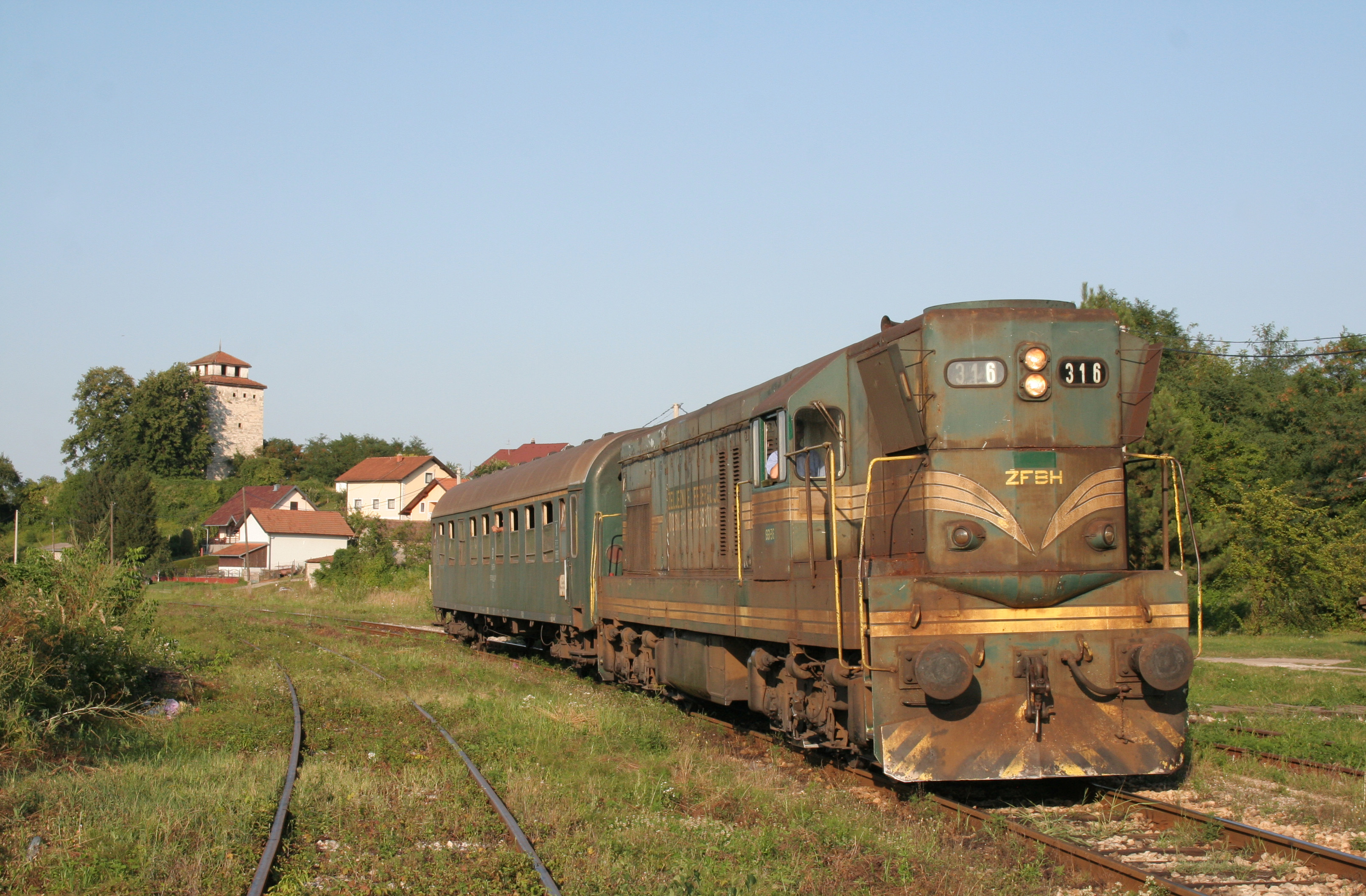
Tren local ŽFBH între Brčko și Tuzla.

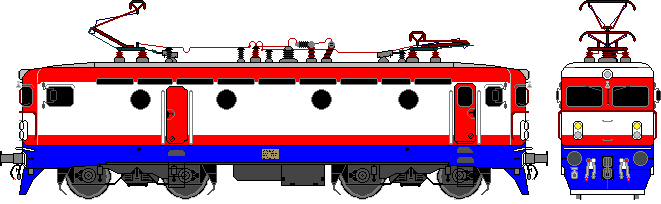
Schița generică a locomotivei ŽFBIH 441

Operatorii feroviari din Bosnia și Herțegovina sunt succesori ai Căilor Ferate Iugoslave în interiorul granițelor țării, după independența față de Iugoslavia în martie 1992.

## Prezentare generală
Cele mai importante linii de cale ferată sunt: Ploče, Croația - Mostar - Sarajevo - Zenița - Doboj - Bosanski Šamac - Vinkovci (și mai departe în Europa Centrală și de Est) și Bihać - Priedor - Novi Grad - Banja Luka - Doboj - Tuzla - Zvornik.
Transportul feroviar joacă un rol important în transportul de marfă, în special în zona centrelor industriale ale țării.
Cele două companii care operează servicii (în teritoriile lor respective în urma Acordului de la Dayton) sunt:
(i)  Căile Ferate ale Republicii Srpska (ŽRS), care operează în Republica Srpska și
(ii)  Căile Ferate ale Federației Bosniei și Herțegovinei (ŽFBH), care operează în Federația Bosniei și Herțegovinei.
Căile Ferate ale Federației Bosniei și Herțegovinei (în sârbo-croată: Željeznice Federacije Bosne i Hercegovine, ŽFBH) și Căile Ferate din Republica Srpska (în sârbo-croată: Željeznice Republike Srpske / Жељезнице Републике Српске, ŽRS / ЖРС) sunt membre ale Uniunii Internaționale a Căilor Ferate (UIC) din 1992 și respectiv din 1998. Li s-a atribuit codul de țară UIC separat, 44 pentru Republica Srpska și 50 pentru Federația Bosniei și Herțegovinei. Noul cod pentru Bosnia și Herțegovina este 49.

### Federația Bosniei și Herțegovinei
Căile Ferate ale Federației Bosniei și Herțegovinei (ŽFBH) operează 608 kilometri de cale ferată, din care o lungime de 392 de km este electrificată; iar calea ferată este construită cu ecartament standard. După o reabilitare extinsă, mai mult de 85% din rețea este acum clasificată ca D4 în ceea ce privește categoriile de sarcină UIC, permițând încărcări maxime de 22,5 tone pe axă sau 8,0 tone pe metru liniar.
Activitățile de bază ale ŽFBH includ transportul public de pasageri în traficul feroviar intern și internațional, transportul public de mărfuri prin transport feroviar intern și internațional și transport combinat; întreținerea, reconstrucția, modernizarea, construcția de vagoane și alte echipamente necesare pentru oferirea de servicii de transport; întreținerea, remontarea, modernizarea și dezvoltarea infrastructurii feroviare; organizarea și siguranța transportului feroviar.
Ca material rulant, ŽFBH este dotată cu locomotive electrice JŽ clasa 441, locomotive electrice HŽ seria 6111, locomotive diesel EMD G16, locomotive diesel DB clasa V 100 sau vagoane de călători Talgo produse în Spania.

### Republika Srpska
Căile Ferate din Republika Srpska (ŽRS) operează 424 de kilometri de cale ferată, din care 80% este electrificată. La 24 iunie 1997 compania a solicitat aderarea la Uniunea Internațională a Căilor Ferate (UIC). Uniunea Internațională a Căilor Ferate a ținut o reuniune la 10 martie 1998 în acest sens și, la cea de-a 187-a sesiune de la Bruxelles, la 16 iunie 1998, a luat o decizie privind admiterea ZRS la Uniunea Internațională a Căilor Ferate. Această decizie a fost confirmată de Adunarea Generală a Uniunii Feroviare Internaționale (UIC) din 27 octombrie 1998 de la Berlin. Apoi, Căile Ferate din Republica Srpska au primit codul lor internațional, 44 (care se aplică pentru toată Federația Bosniei și Herțegovinei).
Ca material rulant, ŽRS este dotată cu locomotive electrice JŽ clasa 441, locomotive diesel HŽ seria 2041, HŽ seria 2042 sau vagoane de călători EKK Wagon produse în Polonia.

## Ecartament
Cele mai multe linii de cale ferată cu ecartament bosniac, de 760 mm, au fost construite în timpul Imperiului Austro-Ungar. Au fost planificate mai multe căi ferate cu ecartament de 760 mm pentru a lega căile ferate extinse cu ecartament îngust din Austro-Ungaria cu cele din Bosnia și Herțegovina. Până la izbucnirea Războaielor Balcanice din 1912 mai multe astfel de linii de cale ferată au fost construite.
Între Primul Război Mondial și Al Doilea Război Mondial, rețeaua a fost extinsă semnificativ, conectând Coasta Adriatică cu Belgradul, având aproximativ 1500 de kilometri lungime în total.
Construcția unei noi linii cu ecartament standard de la Sarajevo la Ploče la Marea Adriatică în 1966 a înlocuit calea ferată care urma traseul râului Neretva, cu ecartament de 760 mm, de la Sarajevo la coastă și a avut ca efect izolarea  sistemului sud-vestic cu ecartament îngust începând de la Sarajevo. Odată cu pierderea rețelei de conectare, toate celelalte linii cu ecartament îngust rămase au fost expuse riscului și limitate la traficul local.
Sistemul feroviar de la Marea Adriatică a fost închis în 1975, până în 1979 restul liniilor cu ecartament bosniac au fost închise. În Serbia, ultima linie cu ecartament de 760 mm a fost închisă în 1983. Cele mai moderne locomotive diesel, produse de compania iugoslavă Đuro Đaković din Slavonski Brod în anii 1960, au fost vândute către Căile Ferate Portugheze (unde au fost adaptate la ecartamentul metric și au fost transformate în Seria 9700).